# Guy Feutchine
Guy Armand Feutchine (n. Douala, Camerún, 18 de noviembre de 1976) y es un futbolista camerunés. Juega de mediocampista y actualmente milita en el Kallithea FC de la Beta Ethniki.

## Clubes
| Club           | País       | Año           |
| -------------- | ---------- | ------------- |
| Union Douala   | Camerún    | 1994 - 1996   |
| Wisła Cracovia | Polonia    | 1996 - 1997   |
| Cracovia       | Polonia    | 1997 - 1998   |
| PAS Giannina   | Grecia     | 1998 - 2001   |
| PAOK Salónica  | Grecia     | 2001 - 2006   |
| Saint Gallen   | Suiza      | 2006 - 2008   |
| Diagoras       | Grecia     | 2008-2009     |
| Colmar         | Francia    | 2009-2010     |
| Kapaz          | Azerbaiyán | 2010-2012     |
| Kallithea FC   | Grecia     | 2013-presente |